# جيم سلاتر
جيم سلاتر (بالإنجليزية: Jim Slater)‏ هو لاعب هوكي الجليد أمريكي، ولد في 9 ديسمبر 1982 في بيتوسكي في الولايات المتحدة.

## وصلات خارجية
- جيم سلاتر على موقع دوري الهوكي الوطني (الإنجليزية)
- جيم سلاتر على موقع الدوري الأمريكي لهوكي الجليد (الإنجليزية)
- جيم سلاتر على موقع EliteProspects.com (الإنجليزية)
- جيم سلاتر على موقع HockeyDB.com (الإنجليزية)
- جيم سلاتر على موقع Hockey-Reference.com (الإنجليزية)
- جيم سلاتر على موقع أوليمبيديا (الإنجليزية)